# Falkonergårdens Gymnasium og HF-kursus
Falkonergårdens Gymnasium og HF-kursus er et gymnasium og hf-kursus beliggende på Frederiksberg i samme område som Den Sønderjyske By, tæt på KB Hallen. De nuværende bygninger blev opført 1955 i røde og gule teglsten af arkitekt Thomas Havning og består af to 2-etagers længer med klasse- og faglokaler, bibliotek samt en aula og to gymnastiksale. Endvidere var en rektorbolig samt en pedelbolig i én etage med til at danne rammerne om den fælles skolegård samt i forlængelse heraf "grønnegården".

## Historie
Gymnasiets historie går tilbage til 1908 under navnet Marie Bobergs Pigeskole. Pigeskolen blev til ved en sammenlægning af J.H. Teisens højere Pigeskole (oprettet 1888) og Marie Bobergs Skole (ca. 1885). Gymnasiet fik i 1916 navnet Dr. Priemes Vejs Gymnasium, og blev i 1919 overtaget af staten. Ved den lejlighed skiftede det navn til Falkonergårdens Gymnasium. I 1986 blev driften af gymnasiet overtaget af Frederiksberg Kommune, der drev gymnasiet frem til 2007, hvor det i lighed med landets øvrige gymnasier blev selvejende.
Fra at være et traditionelt gymnasium med matematisk/sproglig gren og skarpe adgangskrav, blev der først i 1970'erne tilføjet HF-kursus og i 1974 blev der som landets første almindelige gymnasium oprettet en musisk/matematisk/sproglig linje. I denne periode blev gymnasiet blev kåret som landets mest progressive gymnasium med en lærerstab overvejende tilhørende den politiske venstrefløj.[kilde mangler]
Siden har gymnasiet udviklet sig med moderne faciliteter som internet, intranet m.v. Blandt skolens aktiviteter af nyere dato kan bl.a. nævnes deltagelse i Operation Dagsværk.[kilde mangler]
I 1991 startede de første 24 TeamDanmark-elever på Falkonergården på en ordning,hvor de har 4 år til at fuldføre deres gymnasieuddannelse og derfor mere tid til træning og deltagelse i konkurrencer mv. Siden er denne ordning vokset og udvidet med et 3-årigt HF tilbud. Skolen har i 2019 3 TD HFklasser, hvori der også går elever fra den kongelige ballet og 13 TD stx klasser i alt 400 eliteelever. Både nuværende og tidligere elever er blandt de bedste idrætsudøvere i Danmark med Pernille Blume, Magnus Landin, HK, Maja Alm, Casper Pedersen, Anna Emilie Møller,og Amalie Didreksen som aktuelle repræsentanter og Kasper Hvidt, Bo Spellerberg Jeanette Ottesen og en række andre som tidligere elever.[kilde mangler]
I 2015 indviede skolen en ny multimedie- og idrætshal, der er præmieret både af Frederiksberg Kommune og arkitektforeningen og i 2017 byggedes en ny fagfløj på gymnasiet, så der nu er plads til 1.000 elever. I den forbindelse blev den gamle rektorbolig på stedet nedlagt.[kilde mangler]
I januar 2018 modtog rektor Kirsten Cornelius Dansk Supermarked og Team Danmarks Talentpris. 1. marts 2018 tiltrådte nuværende rektor Marianne Munch Svendsen.[kilde mangler]
I august 2023 satte en af gymnasiets elever, den da 18-årige Sofia Thøgersen, danmarksrekord for kvinder i 1500 meter.

## Kendte studenter
- 1959: Finn Abrahamowitz, forfatter
- 1961: Eva Smith, professor emer., dr.jur. ved Københavns Universitet
- 1962: Jørgen Egebjerg, lektor ved Frederiksborg Gymnasium[2]
- 1963: Ole Hasselbalch, jurist og professor i erhvervsret ved Handelshøjskolen i Århus (nu Aarhus Universitet), fra 1986
- 1966: Anne Braad, præst (død 2008)
- 1972: Sally Altschuler, forfatter
- 1975: Bjørli Lehrmann, biolog
- 1976: Frans Bak, musiker
- 1978: Helle Merete Brix, forfatterinde
- 1990: Peter Bro, Professor, leder af Center for Journalistik, SDU[3]
- 1999: Bo Svensson, professionel fodboldspiller, fodboldtræner
- 2001: Christiane Schaumburg-Müller, skuespillerinde
- 2003: Nanna Westerby, folketingsmedlem
- 2016: Pernille Blume, professionel svømmer